# Coupe du monde de ski alpin 2013-2014
Navigation
Édition précédente Édition suivante
La coupe du monde de ski alpin 2013-2014 est la 48e édition de la coupe du monde de ski alpin, compétition de ski alpin organisée annuellement.

## Pré-saison
Plusieurs skieurs ont annoncé la fin de leur carrière au plus haut niveau en fin de saison 2012-2013, on citera notamment : Therese Borssen, Fanny Chmelar, Nicole Gius, Jean-Philippe Roy, Trevor White, Andrej Jerman et Bernard Vajdič. Daniel Albrecht, 4 ans après sa terrible chute sur la Streif en 2009 et avoir tenté de retrouver son niveau d'antan, annonce la fin de sa carrière en octobre 2013.
Lindsey Vonn, qui s'est blessée aux Championnats du monde de Schladming, a estimé qu'elle avait besoin de faire plus de progrès avant son retour à la compétition, qui aura à priori lieu lors des épreuves de Beaver Creek.
C'est également une saison particulière pour tous les athlètes en raison des Jeux olympiques d'hiver de 2014 qui auront lieu à Sotchi du 7 au 23 février 2014.

## Déroulement de la saison

### Saison des messieurs

#### Ouverture à Sölden: l'irrésistible Ligety
Comme chaque année, la saison de ski reprend ses droits sur le glacier de Sölden avec le slalom géant. L'Américain Ted Ligety a dominé la concurrence en s'imposant avec 0 s 79 d'avance sur le français Alexis Pinturault. L'Autrichien Marcel Hirscher complète ce podium. Par ailleurs, Ted Ligety a signé sa troisième victoire sur le glacier du Rettenbach égalant ainsi le record de Hermann Maier. À noter également, la belle performance de l'équipe de France qui place six hommes dans les 11 premiers.

#### Slalom de Levi: Hirscher domine les débats
Pour ce premier slalom de la saison, l'Autrichien Marcel Hirscher a dominé les débats en remportant la course devant son compatriote Mario Matt. Henrik Kristoffersen, 19 ans, complète le podium. L'Américain Ted Ligety termine au 11e rang.

#### Super G et Descente de Lake Louise: Svindal reprend les rênes du général
Les épreuves de vitesse masculines débutent traditionnellement au Canada à Lake Louise par une descente et un super G organisés dans la station de l'Alberta. C'est le vice Champion du monde italien Dominik Paris qui remporte le premier jour la descente devant l'Autrichien Klaus Kröll et le Français Adrien Théaux.
Le lendemain, c'est Aksel Lund Svindal, quatrième la veille, qui domine le super G devant les deux Autrichiens Matthias Mayer et Georg Streitberger.
Cette victoire permet au skieur norvégien de reprendre la tête du classement général à Marcel Hirscher avec 40 points d'avance.

#### Épreuves de Beaver Creek: Svindal conforte son avance au général après la descente et le super G. Ligety toujours intouchable en géant
A Beaver Creek au Colorado, le week-end débute par une descente et un super G et se conclura par un géant. C'est Aksel Lund Svindal déjà vainqueur en super G une semaine auparavant à Lake Louise qui remporte la descente devançant l'Autrichien Hannes Reichelt et l'Italien Peter Fill.
Le lendemain, c'est le skieur suisse Patrick Küng qui remporte le super G devant le surprenant dossard 45 Autrichien Otmar Striedinger et un duo Hannes Reichelt, Peter Fill tous deux déjà sur le podium la veille. Svindal 7e conforte son avance au classement général.
Lors du géant disputé le dimanche, C'est Ted Ligety qui confirme son écrasante domination en remportant son 19e succès dans la discipline devançant largement Bode Miller qui signe un surprenant retour aux affaires et son habituel dauphin Marcel Hirscher.

#### Épreuves de Val d'Isère: Hirscher brise la série de Ligety en géant et Matt maitrise le slalom
Le retour de la coupe du monde masculine en Europe s'effectue en France avec un géant et un slalom organisés dans la station de Val d'Isère sur la Face de Bellevarde.
Le géant qui sera marqué par la première sortie de piste depuis près de cinq ans du leader incontesté de la discipline Ted Ligety, voit  Marcel Hirscher s'imposer devant le skieur local Thomas Fanara et l'Allemand Stefan Luitz. Il s'agit de la troisième victoire du skieur Autrichien dans la station Avaline lui permettant de faire coup double et de prendre la tête du classement de la discipline.
Le lendemain, le slalom voit un scénario similaire à celui de la veille avec la sortie de piste de Hirscher qui domine la discipline depuis deux ans et restait sur onze podiums d’affilée. C'est son compatriote Mario Matt qui en profitera en remportant sa 15e victoire en carrière devant le Suédois Mattias Hargin et l'Italien Patrick Thaler.

#### Épreuves de Val Gardena: Svindal dompte le super G, Guay la descente
Une semaine plus tard se déroulent les épreuves de vitesse de Val Gardena en Italie. C'est encore Aksel Lund Svindal qui remporte le super G (son 3e succès de la saison dans la discipline) devant le Canadien Jan Hudec et le Français Adrien Théaux.
Le lendemain, c'est le Canadien Erik Guay qui s'impose sur la Saslong devant le Norvégien Kjetil Jansrud et le Français Johan Clarey. Svindal 4e du jour prend le large au général la veille du géant d'Alta Badia.

#### Géant d'Alta Badia: Hirscher confirme
Le jour suivant se dispute le traditionnel géant organisé sur la Gran Risa d'Alta Badia. Comme la semaine précédente, c'est Marcel Hirscher qui remporte son 3e succès de la saison devant Alexis Pinturault et Ted Ligety. Cette victoire permettant au skieur Autrichien de revenir à 95 points de Svindal 13e du jour.

### Saison des dames

#### Ouverture à Sölden: victoire écrasante de Gut
Les dames retrouvent également les pistes de la station autrichienne pour le slalom géant inaugural. La Suissesse Lara Gut a remporté son 4e succès en Coupe du Monde devant l'Autrichienne Kathrin Zettel et l'Allemande Viktoria Rebensburg. Hormis Kathrin Zettel, Lara Gut a devancé tous ses adversaires de plus d'une seconde. La grande favorite et dominatrice de l'hiver précédent, Tina Maze, termine à la 18e place.

#### Slalom de Levi: Shiffrin confirme son statut
En Finlande, Mikaela Shiffrin, vainqueur du globe de slalom la saison précédente, a confirmé qu'il faudrait compter avec elle en cette saison olympique. Elle a remporté le slalom de Levi devant Maria Höfl-Riesch et Tina Maze. L'Américaine s'est imposée pour la 5e fois en coupe du monde et a relégué toutes ses adversaires à plus d'une seconde.

#### Épreuves de Beaver Creek: Gut au-dessus du lot en vitesse. La surprise Lindell-Vikarby en géant
Les épreuves de vitesse féminines débutent par une descente et un super G disputés dans la station américaine de Beaver Creek dans le Colorado.
C'est la Suissesse Lara Gut déjà vainqueur à Sölden en géant qui se met en évidence en remportant coup sur coup, la descente devant la Liechtensteinoise Tina Weirather et l'Italienne Elena Fanchini ainsi que le super G devant les Autrichiennes Anna Fenninger et Nicole Hosp ce doublé permettant à la skieuse suisse de prendre la tête du classement général avec 300 points.
Lors du géant disputé le dimanche, c'est la Suédoise Jessica Lindell-Vikarby qui crée la surprise en s'imposant pour la première fois de sa carrière dans la discipline devant la jeune Américaine Mikaela Shiffrin qui prend la seconde place du général et Tina Weirather. Lara Gut a chuté lors de la première manche.

#### Épreuves de Lake Louise: Le doublé de Höfl-Riesch en descente et de Gut en super G
La tournée nord-américaine se conclut traditionnellement pour les féminines par deux descentes et un super G organisées dans la station canadienne de Lake Louise. Ces épreuves seront marquées par les conditions de grand froid, les épreuves se déroulant dans des températures inférieures à - 25°.
Le vendredi, lors de la première descente, c'est l'Allemande Maria Höfl-Riesch qui l'emporte devant la Suissesse Marianne Kaufmann-Abderhalden et l'Italienne Elena Fanchini, déjà sur le podium la semaine précédente à Beaver Creek.
Le lendemain, à l'issue de la deuxième descente, Höfl-Riesch réalise le doublé et remporte sa 26e victoire en carrière (sa 5e en descente à Lake Louise) devançant la skieuse du Liechtenstein Tina Weirather et l'Autrichienne Anna Fenninger. Cette victoire permet à Höfl-Riesch de ravir la tête du général à Lara Gut à la veille du super G.
Lors du super G disputé le dimanche, Lara Gut, en retrait sur les deux descentes, signe sa 4e victoire de la saison, sa 2e d'affilée en super G, devant Weirather et Fenninger et reprend la tête du classement général.

#### Épreuves de Saint-Moritz: Weirather un ton au-dessus pour le super G. Le retour de Worley en géant
Chez les femmes, le retour en Europe s'effectue à Saint-Moritz avec un super G et un géant organisés dans la station suisse. En super G, C'est la très régulière Tina Weirather déjà auteure de quatre podiums depuis le début de saison qui remporte la course devant la surprenante Suédoise dossard 44 Kajsa Kling et l'Autrichienne Anna Fenninger.
Le lendemain, lors du géant c'est la championne du Monde Française Tessa Worley qui remporte la victoire après deux ans d'insuccès en coupe du Monde en dominant les deux manches devançant la Suédoise Jessica Lindell-Vikarby et la Slovène tenante du gros globe Tina Maze.

#### Slalom de Courchevel: Schild égale Schneider. Fin de saison pour Worley
Deux jours après le week-end de Saint-Moritz se dispute un slalom à Courchevel qui voit la skieuse Autrichienne Marlies Schild signer son 34e succès en slalom égalant ainsi le record de la Suissesse Vreni Schneider. Elle devance dans ce slalom la skieuse suédoise Frida Hansdotter et sa jeune sœur Bernadette.
Ce slalom est marqué aussi par la lourde chute de la Française Tessa Worley victorieuse deux jours auparavant en géant.  Victime d'une rupture du ligament croisé antérieur du genou droit, elle met un terme à sa saison.

#### Épreuves de Val d'Isère: Première pour Kaufmann-Abderhalden en descente, L'émergence de Weirather
La compétition reprend ses droits 4 jours plus tard toujours en France à Val d'Isère. Lors de la descente organisée dans la station Avaline, c'est la Suissesse Marianne Kaufmann-Abderhalden qui remporte la première victoire de sa carrière devant Tina Maze et la jeune Autrichienne Cornelia Hütter qui signe son premier podium en carrière.
Le lendemain, c'est Tina Weirather qui remporte le premier géant de sa carrière devant Lara Gut et la Suédoise Maria Pietilae-Holmner. Cette victoire lui permet de conforter sa première place au classement général acquise la veille.

## Classement général
| Rang | Nom                  | Points | Victoire(s) |
| ---- | -------------------- | ------ | ----------- |
| 1    | Marcel Hirscher      | 1222   | 5           |
| 2    | Aksel Lund Svindal   | 1091   | 4           |
| 3    | Alexis Pinturault    | 1028   | 3           |
| 4    | Ted Ligety           | 991    | 6           |
| 5    | Felix Neureuther     | 813    | 4           |
| 6    | Kjetil Jansrud       | 657    | 2           |
| 7    | Henrik Kristoffersen | 639    | 1           |
| 8    | Bode Miller          | 633    | -           |
| 9    | Matthias Mayer       | 602    | 1           |
| 10   | Patrick Küng         | 562    | 2           |
| 11   | Fritz Dopfer         | 503    | -           |
| 12   | Hannes Reichelt      | 476    | 1           |
| 13   | Erik Guay            | 452    | 2           |
| 14   | Christof Innerhofer  | 438    | -           |
| 15   | Peter Fill           | 432    | -           |
| 16   | Adrien Théaux        | 397    | -           |
| 17   | Manfred Mölgg        | 391    | -           |
| 18   | Carlo Janka          | 390    | -           |
| 19   | Didier Defago        | 378    | 1           |
| 20   | Benjamin Raich       | 361    | -           |

| Rang | Nom                           | Points | Victoire(s) |
| ---- | ----------------------------- | ------ | ----------- |
| 1    | Anna Fenninger                | 1371   | 4           |
| 2    | Maria Höfl-Riesch             | 1180   | 3           |
| 3    | Lara Gut                      | 1101   | 7           |
| 4    | Tina Maze                     | 964    | 1           |
| 5    | Tina Weirather                | 943    | 2           |
| 6    | Mikaela Shiffrin              | 895    | 5           |
| 7    | Maria Pietilä-Holmner         | 647    | -           |
| 8    | Elisabeth Görgl               | 640    | 2           |
| 9    | Nicole Hosp                   | 575    | -           |
| 10   | Frida Hansdotter              | 534    | 1           |
| 11   | Dominique Gisin               | 523    | -           |
|      | Jessica Lindell-Vikarby       | 523    | 1           |
| 13   | Marie-Michèle Gagnon          | 521    | 1           |
| 14   | Kathrin Zettel                | 469    | -           |
| 15   | Kajsa Kling                   | 427    | -           |
| 16   | Marianne Kaufmann-Abderhalden | 399    | 1           |
| 17   | Marlies Schild                | 385    | 2           |
| 18   | Nadia Fanchini                | 376    | -           |
| 19   | Viktoria Rebensburg           | 352    | -           |
| 20   | Nicole Schmidhofer            | 320    | -           |

## Classements de chaque discipline
Les noms en gras remportent les titres des disciplines.

### Descente
| Rang | Nom                | Points | Victoire(s) |
| ---- | ------------------ | ------ | ----------- |
| 1    | Aksel Lund Svindal | 570    | 2           |
| 2    | Erik Guay          | 369    | 2           |
| 3    | Hannes Reichelt    | 360    | 1           |
| 4    | Kjetil Jansrud     | 328    | 1           |
| 5    | Patrick Küng       | 307    | 1           |
|      | Matthias Mayer     | 307    | 1           |
| 7    | Johan Clarey       | 286    | -           |
| 8    | Bode Miller        | 264    | -           |
| 9    | Travis Ganong      | 250    | -           |
| 10   | Adrien Théaux      | 248    | -           |

| Rang | Nom                           | Points | Victoire(s) |
| ---- | ----------------------------- | ------ | ----------- |
| 1    | Maria Höfl-Riesch             | 504    | 3           |
| 2    | Anna Fenninger                | 464    | -           |
| 3    | Tina Maze                     | 409    | 1           |
| 4    | Tina Weirather                | 400    | -           |
| 5    | Marianne Kaufmann-Abderhalden | 389    | 1           |
| 6    | Lara Gut                      | 352    | 2           |
| 7    | Elisabeth Görgl               | 334    | 1           |
| 8    | Andrea Fischbacher            | 257    | 1           |
| 9    | Dominique Gisin               | 234    | -           |
| 10   | Elena Fanchini                | 207    | -           |

### Super G
| Rang | Nom                      | Points | Victoire(s) |
| ---- | ------------------------ | ------ | ----------- |
| 1    | Aksel Lund Svindal       | 346    | 2           |
| 2    | Kjetil Jansrud           | 259    | 1           |
| 3    | Patrick Küng             | 255    | 1           |
| 4    | Matthias Mayer           | 236    | -           |
| 5    | Bode Miller              | 220    | -           |
| 6    | Didier Defago            | 195    | 1           |
| 7    | Otmar Striedinger        | 163    | -           |
| 8    | Thomas Mermillod-Blondin | 160    | -           |
| 9    | Georg Streitberger       | 146    | -           |
| 10   | Peter Fill               | 145    | -           |

| Rang | Nom               | Points | Victoire(s) |
| ---- | ----------------- | ------ | ----------- |
| 1    | Lara Gut          | 448    | 4           |
| 2    | Anna Fenninger    | 357    | -           |
| 3    | Tina Weirather    | 310    | 1           |
| 4    | Elisabeth Görgl   | 240    | 1           |
| 5    | Maria Höfl-Riesch | 216    | -           |
| 6    | Nicole Hosp       | 213    | -           |
| 7    | Kajsa Kling       | 155    | -           |
| 8    | Tina Maze         | 123    | -           |
| 9    | Verena Stuffer    | 112    | -           |
| 10   | Dominique Gisin   | 106    | -           |

### Géant
| Rang | Nom                  | Points | Victoire(s) |
| ---- | -------------------- | ------ | ----------- |
| 1    | Ted Ligety           | 560    | 5           |
| 2    | Marcel Hirscher      | 560    | 2           |
| 3    | Alexis Pinturault    | 458    | -           |
| 4    | Thomas Fanara        | 278    | -           |
| 5    | Felix Neureuther     | 263    | 1           |
| 6    | Benjamin Raich       | 238    | -           |
| 7    | Fritz Dopfer         | 230    | -           |
| 8    | Roberto Nani         | 225    | -           |
| 9    | Henrik Kristoffersen | 185    | -           |
| 10   | Leif Kristian Haugen | 178    | -           |

| Rang | Nom                     | Points | Victoire(s) |
| ---- | ----------------------- | ------ | ----------- |
| 1    | Anna Fenninger          | 518    | 4           |
| 2    | Jessica Lindell-Vikarby | 492    | 1           |
| 3    | Maria Pietilä-Holmner   | 339    | -           |
| 4    | Lara Gut                | 285    | 1           |
| 5    | Kathrin Zettel          | 284    | -           |
| 6    | Anémone Marmottan       | 261    | -           |
| 7    | Mikaela Shiffrin        | 257    | -           |
| 8    | Eva-Maria Brem          | 255    | -           |
| 9    | Federica Brignone       | 222    | -           |
| 10   | Tina Weirather          | 219    | 1           |

### Slalom
| Rang | Nom                  | Points | Victoire(s) |
| ---- | -------------------- | ------ | ----------- |
| 1    | Marcel Hirscher      | 565    | 3           |
| 2    | Felix Neureuther     | 550    | 3           |
| 3    | Henrik Kristoffersen | 454    | 1           |
| 4    | Patrick Thaler       | 351    | -           |
| 5    | Mattias Hargin       | 349    | -           |
| 6    | Mario Matt           | 310    | 1           |
| 7    | Fritz Dopfer         | 273    | -           |
| 8    | Jean-Baptiste Grange | 266    | -           |
| 9    | Alexis Pinturault    | 264    | 1           |
| 10   | Manfred Mölgg        | 261    | -           |

| Rang | Nom                   | Points | Victoire(s) |
| ---- | --------------------- | ------ | ----------- |
| 1    | Mikaela Shiffrin      | 638    | 5           |
| 2    | Frida Hansdotter      | 488    | 1           |
| 3    | Marlies Schild        | 385    | 2           |
| 4    | Maria Pietilä-Holmner | 308    | -           |
| 5    | Maria Höfl-Riesch     | 234    | -           |
| 6    | Marie-Michèle Gagnon  | 232    | -           |
| 7    | Bernadette Schild     | 220    | -           |
| 8    | Nicole Hosp           | 204    | -           |
| 9    | Anna Swenn-Larsson    | 195    | -           |
| 10   | Wendy Holdener        | 186    | -           |

### Combiné
| Rang | Nom                      | Points | Victoire(s) |
| ---- | ------------------------ | ------ | ----------- |
| 1    | Ted Ligety               | 180    | 1           |
| 1    | Alexis Pinturault        | 180    | 1           |
| 3    | Thomas Mermillod-Blondin | 90     | -           |
| 4    | Sandro Viletta           | 86     | -           |
| 5    | Natko Zrncic-Dim         | 72     | -           |
| 6    | Mauro Caviezel           | 67     | -           |
| 7    | Peter Fill               | 66     | -           |
| 8    | Marcel Hirscher          | 60     | -           |
| 9    | Christof Innerhofer      | 58     | -           |
| 10   | Carlo Janka              | 56     | -           |

| Rang | Nom                  | Points | Victoire(s) |
| ---- | -------------------- | ------ | ----------- |
| 1    | Marie-Michèle Gagnon | 100    | 1           |
| 2    | Michaela Kirchgasser | 80     | -           |
| 3    | Maria Höfl-Riesch    | 60     | -           |
| 4    | Nicole Hosp          | 50     | -           |
| 5    | Sara Hector          | 45     | -           |
| 6    | Tina Maze            | 40     | -           |
| 7    | Ramona Siebenhöfer   | 36     | -           |
| 8    | Anna Fenninger       | 32     | -           |
| 9    | Sarka Strachova      | 29     | -           |
| 10   | Denise Feierabend    | 26     | -           |

## Calendrier et résultats

### Messieurs
| Date                                           | Lieu          | Épreuve          | Vainqueur                          | Second                             | Troisième                          |
| ---------------------------------------------- | ------------- | ---------------- | ---------------------------------- | ---------------------------------- | ---------------------------------- |
| 27 octobre 2013                                | Sölden        | Géant            | Ted Ligety                         | Alexis Pinturault                  | Marcel Hirscher                    |
| 17 novembre 2013                               | Levi          | Slalom           | Marcel Hirscher                    | Mario Matt                         | Henrik Kristoffersen               |
| 30 novembre 2013                               | Lake Louise   | Descente         | Dominik Paris                      | Klaus Kröll                        | Adrien Théaux                      |
| 1er décembre 2013                              | Lake Louise   | Super G          | Aksel Lund Svindal                 | Matthias Mayer                     | Georg Streitberger                 |
| 6 décembre 2013                                | Beaver Creek  | Descente         | Aksel Lund Svindal                 | Hannes Reichelt                    | Peter Fill                         |
| 7 décembre 2013                                | Beaver Creek  | Super G          | Patrick Küng                       | Otmar Striedinger                  | Hannes Reichelt Peter Fill         |
| 8 décembre 2013                                | Beaver Creek  | Géant            | Ted Ligety                         | Bode Miller                        | Marcel Hirscher                    |
| 14 décembre 2013                               | Val d'Isère   | Géant            | Marcel Hirscher                    | Thomas Fanara                      | Stefan Luitz                       |
| 15 décembre 2013                               | Val d'Isère   | Slalom           | Mario Matt                         | Mattias Hargin                     | Patrick Thaler                     |
| 20 décembre 2013                               | Val Gardena   | Super G          | Aksel Lund Svindal                 | Jan Hudec                          | Adrien Théaux                      |
| 21 décembre 2013                               | Val Gardena   | Descente         | Erik Guay                          | Kjetil Jansrud                     | Johan Clarey                       |
| 22 décembre 2013                               | Alta Badia    | Géant            | Marcel Hirscher                    | Alexis Pinturault                  | Ted Ligety                         |
| 29 décembre 2013                               | Bormio        | Descente         | Aksel Lund Svindal                 | Hannes Reichelt                    | Erik Guay                          |
| 1er janvier 2014                               | Munich        | Slalom parallèle | Annulé à cause du manque de neige. | Annulé à cause du manque de neige. | Annulé à cause du manque de neige. |
| 6 janvier 2014                                 | Bormio        | Slalom           | Felix Neureuther                   | Marcel Hirscher                    | Manfred Mölgg                      |
| 11 janvier 2014                                | Adelboden     | Géant            | Felix Neureuther                   | Thomas Fanara                      | Marcel Hirscher                    |
| 12 janvier 2014                                | Adelboden     | Slalom           | Marcel Hirscher                    | Andre Myhrer                       | Henrik Kristoffersen               |
| 17 janvier 2014                                | Wengen        | Super-combiné    | Ted Ligety                         | Alexis Pinturault                  | Natko Zrncic-Dim                   |
| 18 janvier 2014                                | Wengen        | Descente         | Patrick Küng                       | Hannes Reichelt                    | Aksel Lund Svindal                 |
| 19 janvier 2014                                | Wengen        | Slalom           | Alexis Pinturault                  | Felix Neureuther                   | Marcel Hirscher                    |
| 24 janvier 2014                                | Kitzbühel     | Slalom           | Felix Neureuther                   | Henrik Kristoffersen               | Patrick Thaler                     |
| 25 janvier 2014                                | Kitzbühel     | Descente         | Hannes Reichelt                    | Aksel Lund Svindal                 | Bode Miller                        |
| 26 janvier 2014                                | Kitzbühel     | Super G          | Didier Defago                      | Bode Miller                        | Max Franz Aksel Lund Svindal       |
| 26 janvier 2014                                | Kitzbühel     | Super-combiné    | Alexis Pinturault                  | Ted Ligety                         | Marcel Hirscher                    |
| 28 janvier 2014                                | Schladming    | Slalom           | Henrik Kristoffersen               | Marcel Hirscher                    | Felix Neureuther                   |
| 1er février 2014                               | St-Moritz     | Descente         | Annulé                             | Annulé                             | Annulé                             |
| 2 février 2014                                 | St-Moritz     | Géant            | Ted Ligety                         | Marcel Hirscher                    | Alexis Pinturault                  |
| Jeux olympiques d'hiver (7 au 23 février 2014) |               |                  |                                    |                                    |                                    |
| 28 février 2014                                | Kvitfjell     | Descente         | Kjetil Jansrud Georg Streitberger  | -                                  | Travis Ganong                      |
| 1er mars 2014                                  | Kvitfjell     | Descente         | Erik Guay                          | Johan Clarey                       | Matthias Mayer                     |
| 2 mars 2014                                    | Kvitfjell     | Super G          | Kjetil Jansrud                     | Patrick Küng                       | Matthias Mayer                     |
| 8 mars 2014                                    | Kranjska Gora | Géant            | Ted Ligety                         | Benjamin Raich                     | Henrik Kristoffersen               |
| 9 mars 2014                                    | Kranjska Gora | Slalom           | Felix Neureuther                   | Fritz Dopfer                       | Henrik Kristoffersen               |
| 12 mars 2014                                   | Lenzerheide   | Descente         | Matthias Mayer                     | Christof Innerhofer Ted Ligety     | -                                  |
| 13 mars 2014                                   | Lenzerheide   | Super G          | Alexis Pinturault                  | Thomas Mermillod Blondin           | Bode Miller                        |
| 15 mars 2014                                   | Lenzerheide   | Géant            | Ted Ligety                         | Alexis Pinturault                  | Felix Neureuther                   |
| 16 mars 2014                                   | Lenzerheide   | Slalom           | Marcel Hirscher                    | Felix Neureuther                   | Mario Matt                         |

### Dames
| Date                                           | Lieu              | Épreuve          | Vainqueur                          | Second                             | Troisième                          |
| ---------------------------------------------- | ----------------- | ---------------- | ---------------------------------- | ---------------------------------- | ---------------------------------- |
| 26 octobre 2013                                | Sölden            | Géant            | Lara Gut                           | Kathrin Zettel                     | Viktoria Rebensburg                |
| 16 novembre 2013                               | Levi              | Slalom           | Mikaela Shiffrin                   | Maria Höfl-Riesch                  | Tina Maze                          |
| 29 novembre 2013                               | Beaver Creek      | Descente         | Lara Gut                           | Tina Weirather                     | Elena Fanchini                     |
| 30 novembre 2013                               | Beaver Creek      | Super G          | Lara Gut                           | Anna Fenninger                     | Nicole Hosp                        |
| 1er décembre 2013                              | Beaver Creek      | Géant            | Jessica Lindell-Vikarby            | Mikaela Shiffrin                   | Tina Weirather                     |
| 6 décembre 2013                                | Lake Louise       | Descente         | Maria Höfl-Riesch                  | Marianne Abderhalden               | Elena Fanchini                     |
| 7 décembre 2013                                | Lake Louise       | Descente         | Maria Höfl-Riesch                  | Tina Weirather                     | Anna Fenninger                     |
| 8 décembre 2013                                | Lake Louise       | Super G          | Lara Gut                           | Tina Weirather                     | Anna Fenninger                     |
| 14 décembre 2013                               | Saint-Moritz      | Super G          | Tina Weirather                     | Kajsa Kling                        | Anna Fenninger                     |
| 15 décembre 2013                               | Saint-Moritz      | Géant            | Tessa Worley                       | Jessica Lindell-Vikarby            | Tina Maze                          |
| 17 décembre 2013                               | Courchevel        | Slalom           | Marlies Schild                     | Frida Hansdotter                   | Bernadette Schild                  |
| 21 décembre 2013                               | Val d'Isère       | Descente         | Marianne Kaufmann-Abderhalden      | Tina Maze                          | Cornelia Hütter                    |
| 22 décembre 2013                               | Val d'Isère       | Géant            | Tina Weirather                     | Lara Gut                           | Maria Pietilä-Holmner              |
| 28 décembre 2013                               | Lienz             | Géant            | Anna Fenninger                     | Jessica Lindell-Vikarby            | Mikaela Shiffrin                   |
| 29 décembre 2013                               | Lienz             | Slalom           | Marlies Schild                     | Mikaela Shiffrin                   | Maria Höfl-Riesch                  |
| 1er janvier 2014                               | Munich            | Slalom parallèle | Annulé à cause du manque de neige. | Annulé à cause du manque de neige. | Annulé à cause du manque de neige. |
| 5 janvier 2014                                 | Bormio            | Slalom           | Mikaela Shiffrin                   | Maria Pietilä-Holmner              | Nastasia Noens                     |
| 11 janvier 2014                                | Altenmarkt        | Descente         | Elisabeth Görgl                    | Anna Fenninger                     | Maria Höfl-Riesch                  |
| 12 janvier 2014                                | Altenmarkt        | Super-combiné    | Marie-Michèle Gagnon               | Michaela Kirchgasser               | Maria Höfl-Riesch                  |
| 14 janvier 2014                                | Flachau           | Slalom           | Mikaela Shiffrin                   | Frida Hansdotter                   | Maria Pietilä-Holmner              |
| 23 janvier 2014                                | Cortina d'Ampezzo | Super G          | Elisabeth Görgl                    | Maria Höfl-Riesch                  | Nicole Hosp                        |
| 24 janvier 2014                                | Cortina d'Ampezzo | Descente         | Maria Höfl-Riesch                  | Tina Weirather                     | Nicole Schmidhofer                 |
| 25 janvier 2014                                | Cortina d'Ampezzo | Descente         | Tina Maze                          | Marianne Kaufmann-Abderhalden      | Tina Weirather                     |
| 26 janvier 2014                                | Cortina d'Ampezzo | Super G          | Lara Gut                           | Tina Weirather                     | Maria Höfl-Riesch                  |
| 1er février 2014                               | Kranjska Gora     | Géant            | Annulé                             | Annulé                             | Annulé                             |
| 2 février 2014                                 | Kranjska Gora     | Slalom           | Frida Hansdotter                   | Marlies Schild                     | Bernadette Schild                  |
| Jeux olympiques d'hiver (7 au 23 février 2014) |                   |                  |                                    |                                    |                                    |
| 2 mars 2014                                    | Crans Montana     | Descente         | Andrea Fischbacher                 | Anna Fenninger                     | Tina Maze                          |
| 2 mars 2014                                    | Crans Montana     | Super-combiné    | Annulé                             | Annulé                             | Annulé                             |
| 6 mars 2014                                    | Åre               | Géant            | Anna Fenninger                     | Anémone Marmottan                  | Eva-Maria Brem Lara Gut            |
| 7 mars 2014                                    | Åre               | Géant            | Anna Fenninger                     | Viktoria Rebensburg                | Jessica Lindell-Vikarby            |
| 8 mars 2014                                    | Åre               | Slalom           | Mikaela Shiffrin                   | Maria Pietilae-Holmner             | Anna Swenn-Larsson                 |
| 12 mars 2014                                   | Lenzerheide       | Descente         | Lara Gut                           | Elisabeth Görgl                    | Fränzi Aufdenblatten               |
| 13 mars 2014                                   | Lenzerheide       | Super G          | Lara Gut                           | Anna Fenninger                     | Tina Maze                          |
| 15 mars 2014                                   | Lenzerheide       | Slalom           | Mikaela Shiffrin                   | Frida Hansdotter                   | Marlies Schild                     |
| 16 mars 2014                                   | Lenzerheide       | Géant            | Anna Fenninger                     | Eva-Maria Brem                     | Jessica Lindell-Vikarby            |